# Bunaea alberici
Bunaea alberici är en fjärilsart som beskrevs av Abel Dufrane 1953. Bunaea alberici ingår i släktet Bunaea och familjen påfågelsspinnare. Inga underarter finns listade i Catalogue of Life.